# Національний фонд бонсай
 Національний фонд бонсай (англ. National Bonsai Foundation) — некомерційний музейний заклад міста Вашингтон, США, в складі Національного Дендрарію.

## Історія створення
У 1976 р. уряд Японії передав у подарунок Сполученим Штатам п'ятдесят три мініатюрних дерев бонсай. Твори національного ботанічного мистецтва були обрані Японським товариством бонсай. Коли деревця прибули у Вашингтон, японські фахівці працювали разом з фахівцями Національного Дендрарію і представниками Потомакської асоціації бонсай в столиці США, аби створити належні умови для збереження рослин і розвитку національної традиції бонсай за межами Японії.

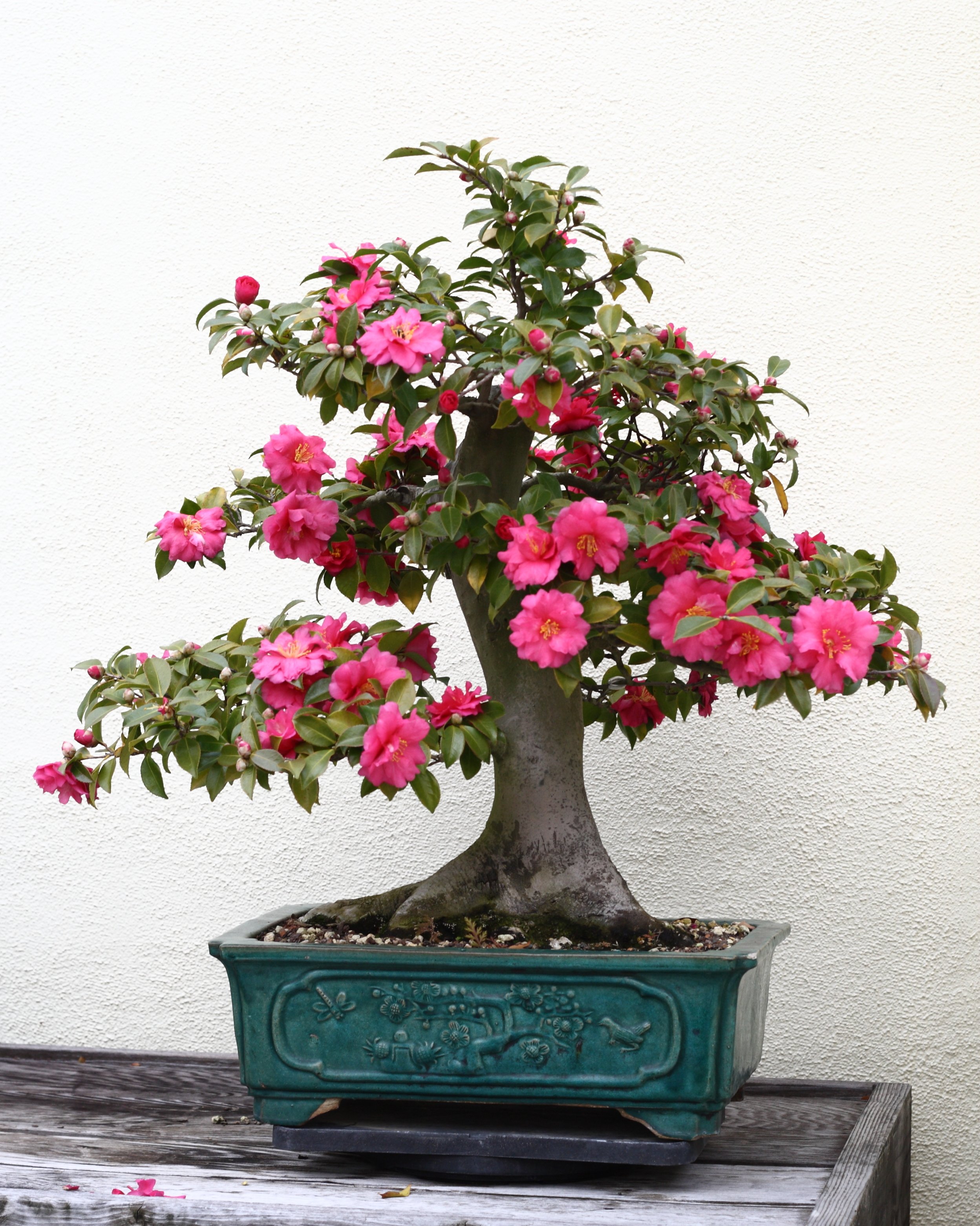
Бонсай — японська камелія, 2008 рік.

З 1982 р. заклад у Вашингтоні отримав назву Національний фонд бонсай.
Як і належить запобігливим дослідникам, живий подарунок у 1976 р. витримали один рік у карантині. Відбулася урочиста церемонія передачі подарунка делегатами з Японії. З боку Сполучених Штатів делегацію очолював держсекретар Генрі Кіссінджер.

## Відділи

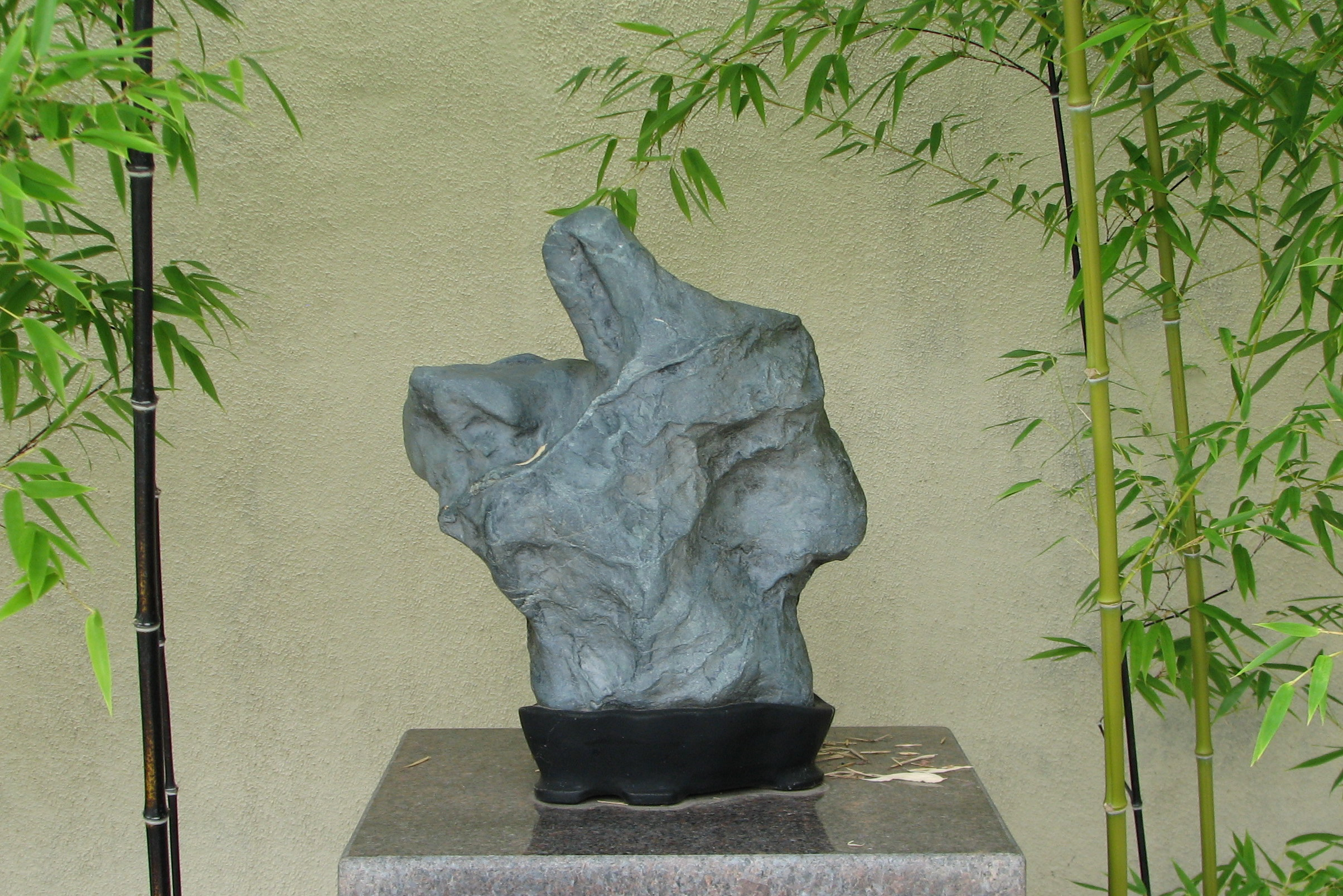
Камінь і бамбук

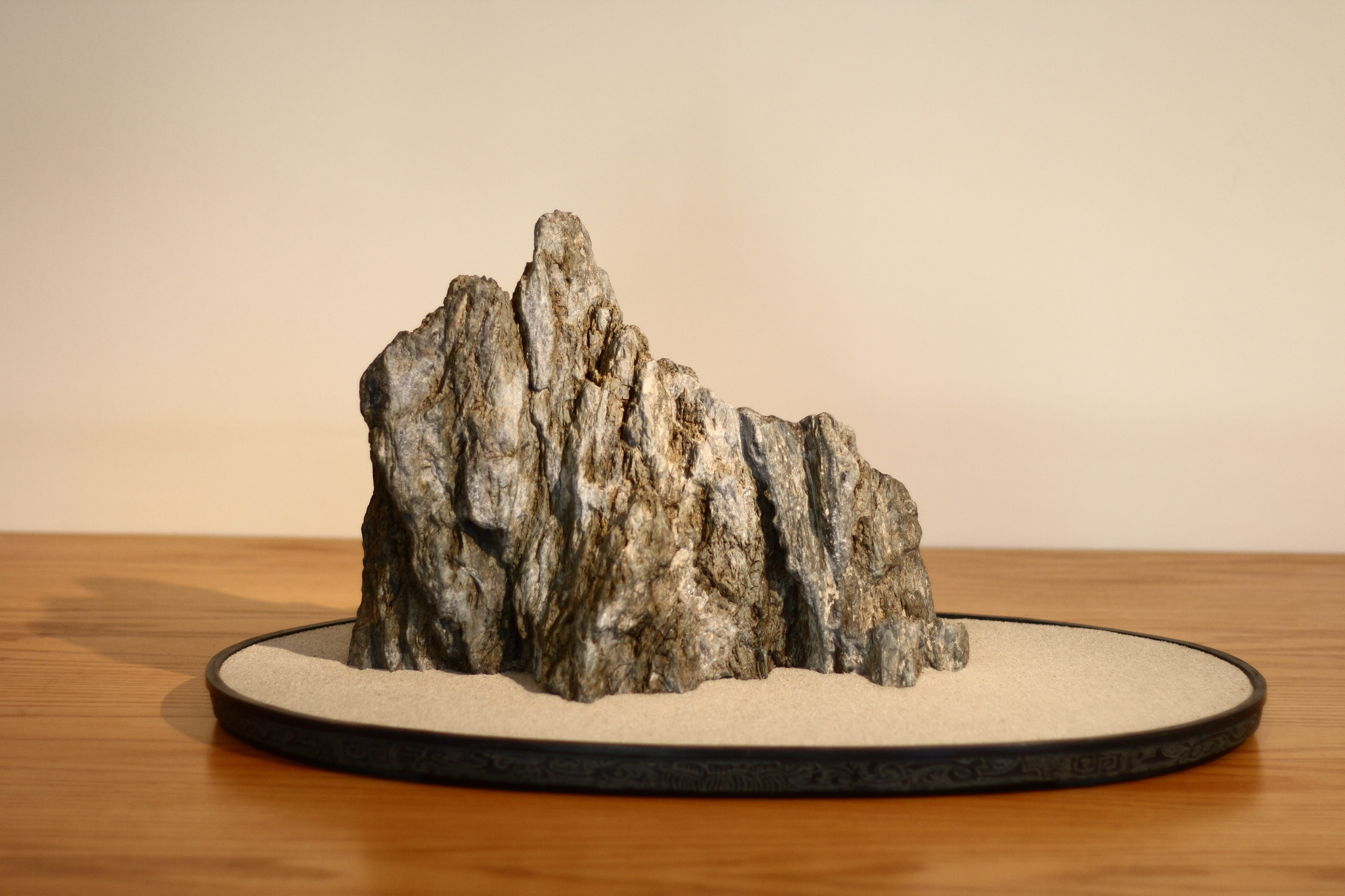

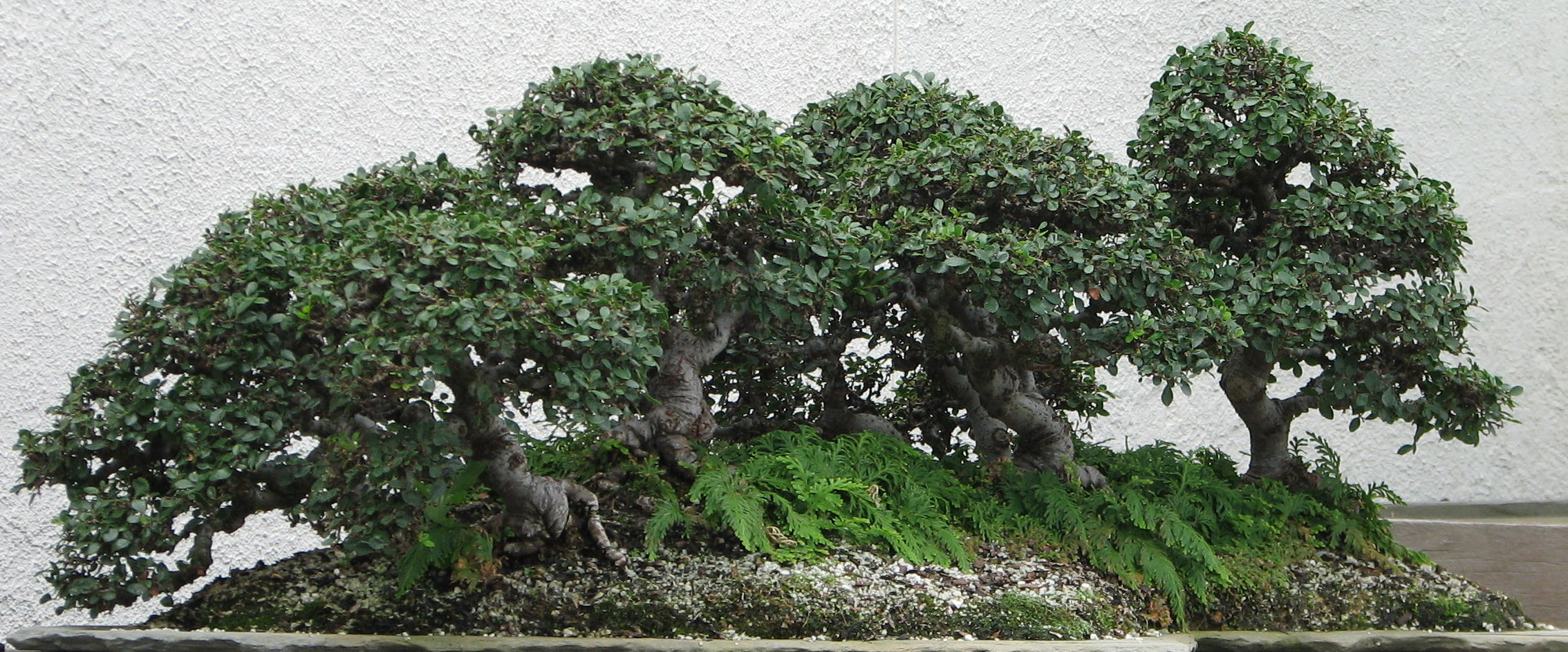

Після додачі китайських зразків, які створили митці Гонконгу фонд має чотири відділи:
- японський
- китайський
- бонсай Північної Америки
- експозиція каменів.

Мистецтво бонсай тісно пов'язане як зі спостереженнями за природою, так і з милуванням камінням незвичних форм та каменями, що використовують при створенні бонсай. Важлива складова японського саду і бонсай, камені належної форми добре поціновувались в середньовічній Японії. Існував навіть ринок продажу каменів для саду.
Бонсай — це не тільки вирощування окремого дерева в мініатюрній формі, це також створення мініатюрних пейзажів (суісекі) або купки мініатюрних дерев. Іде селекція як за формою, так і за різновидом рослин, що добре переносять обрізання гилок та коренів, не мають швидкого росту, мають красиве забарвлення листя. Музей працює щодня з 10:00 до 16:00.

## Джерела

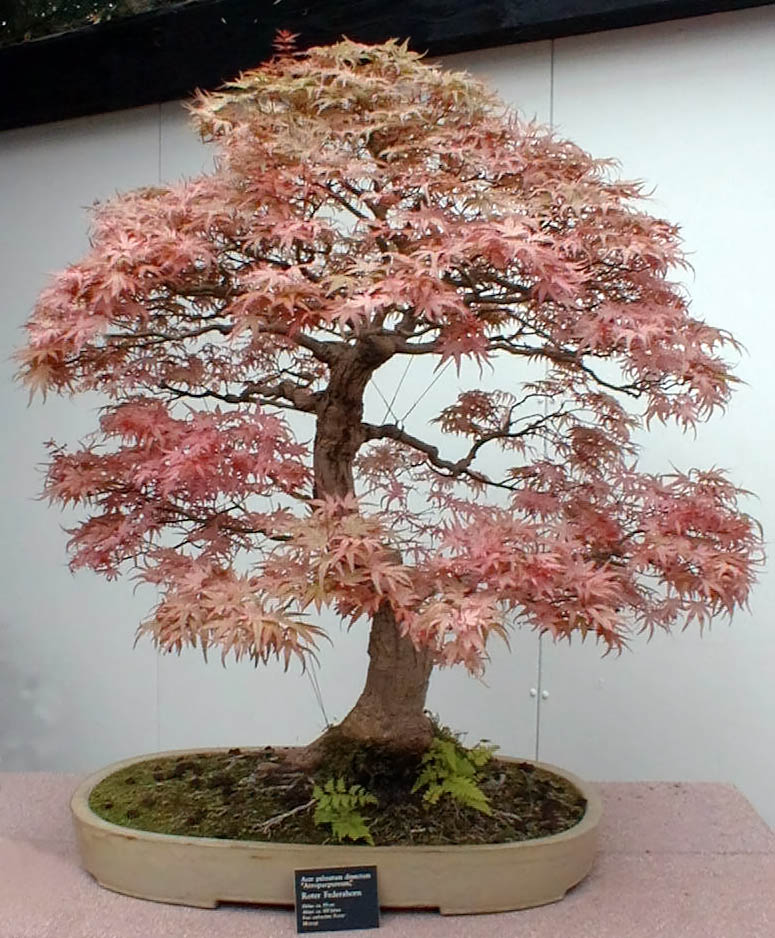